# Entaku no Kishi Monogatari: Moero Arthur
Entaku no Kishi Monogatari Moero Arthur (円卓の騎士物語 燃えろアーサー, Entaku no Kishi Monogatari Moero Āsā), intitulada no Brasil de Rei Arthur, é uma série japonesa de anime baseada na lenda arturiana. Produzida pela Toei Animation, foi exibida originalmente entre 9 de setembro de 1979 e 3 de março de 1980.

## História
Foi veiculada na década de 1980 pelo SBT e pela Rede Record. Já na década de 1990, o anime foi ao ar pela extinta TV Corcovado, canal 9 do Rio de Janeiro. 
A série foi produzida pela renomada Toei Animation, em 1979, com 52 episódios, mas somente os 30 primeiros foram transmitidos pelo Brasil, com a música de abertura composta por Mário Lúcio de Freitas, ao invés da original (interpretada por Isao Sasaki e Koorogi '73).
A história se baseia nas lendas populares do Rei Arthur e seus Cavaleiros da Távola Redonda, os quais travam lutas contra a bruxa Morgana, além do Rei Levik e seus asseclas. O famoso Mago Merlin irá ajudar Arthur a vencer seus inimigos. A série foi dividida em duas partes. Na primeira, o Rei Arthur enfrenta a malvada Morgana e Levik. Na segunda, o poderoso Rei viquingue, que na verdade era o próprio Levik, que não havia morrido. Esta última foi exibida de forma incompleta.